# Polyommatus violetae
Polyommatus (Agrodiaetus) violetae (Gómez- Bustillo, Expósito & Martínez, 1979) es una especie de  lepidóptero perteneciente a la familia Lycaenidae y endémico ibérico.

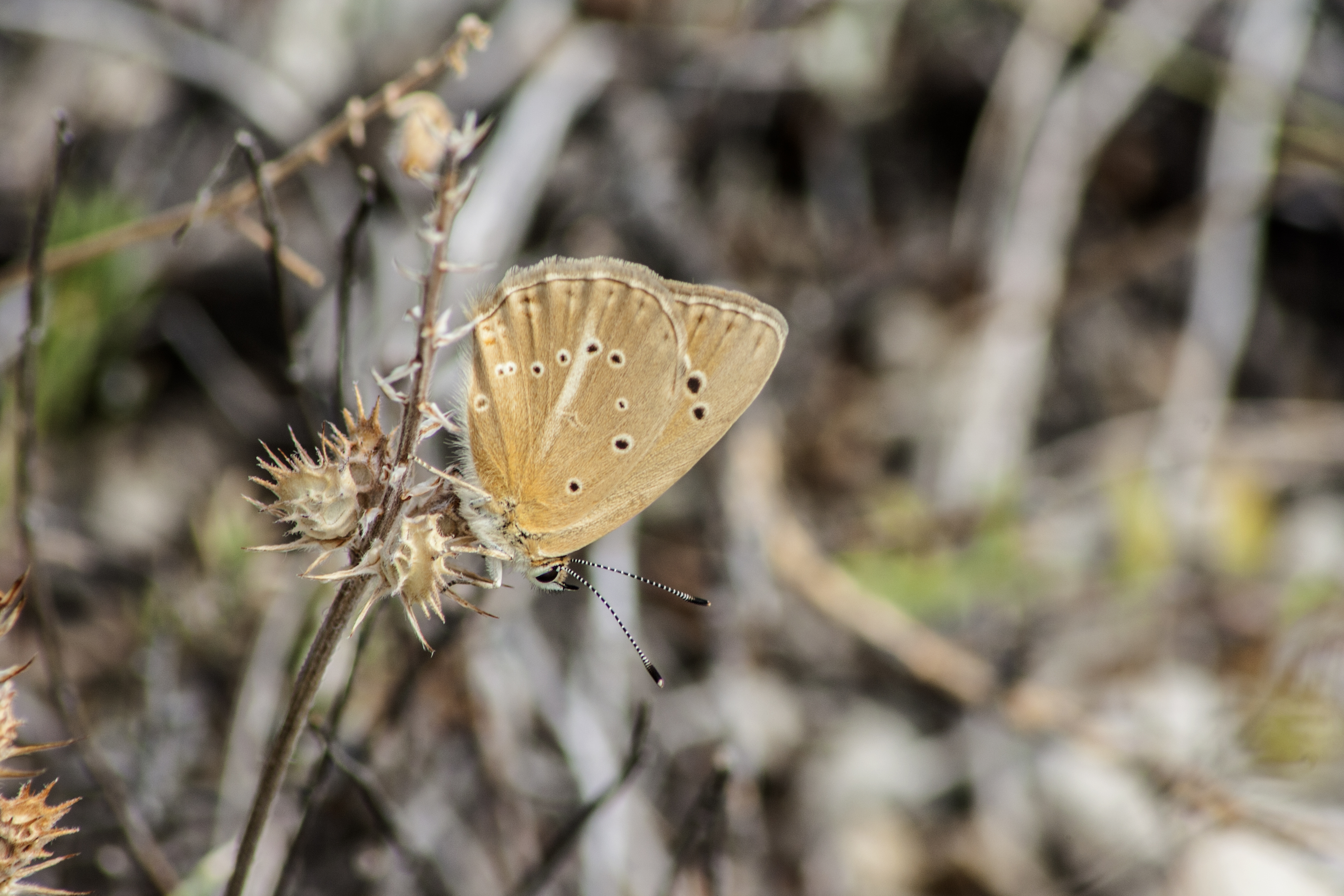
Polyommatus violetae subbaeticus sobre su planta nutricia, Onobrychis argentea. Sierra de La Sagra, NE. Granada. España.

## Introducción
Polyommatus (Agrodiaetus) violetae es un lepidóptero perteneciente a la familia Lycaenidae, endemismo ibérico (sólo en el sur y sureste de la península ibérica) existente en dos prupos de poblaciones bien separadas geográficamente: una en el Sistema Subbético, o cercano a este, en el noreste de Andalucía y sur de Albacete y Murcia; y la otra en el sur de Andalucía (Sistema Penibético). Desde su descripción, hasta tiempos muy recientes (2010), fue considerada por algunos autores tanto como "Agrodiaetus ripartii", como "Agrodiaetus fabressei", e incluso como una subespecie de esta última ("Agrodiaetus fabressei violetae" (sic), y ello pese a la ausencia, en esa época, de estudios moleculares o cromosómicos, así como carecer de material para estudio de su localidad tipo (A. violetae s.s.: Sierra de la Almijara, SE. provincia de Málaga) para comparación, que apoyasen esas opiniones.

## Distribución
Es una mariposa endémica del sur y sureste de la península ibérica, donde se distribuye por las sierras de la Almijara y Tejeda (Málaga y Granada); sierra de Camarolos (Málaga); centro y este de Sierra Nevada (Granada y Almería); N. Sierra de Gádor (Almería) y un subconjunto de sierras repartidas por las provincias de Jaén, Albacete, Murcia.
Las condiciones climáticas a las que es sometida esta especie son de carácter mediterráneo con una clara influencia de la montaña, es decir, inviernos duros con abundantes nevadas, y veranos calurosos. Biotopos con altitudes entre 750 metros y los 2000 metros.

## Morfología
Adulto de mediana talla, longitud del ala entre los 12 y 18 mm. El anverso es de color castaño en ambos sexos, con lúnulas en la zona submarginal del ala posterior de las hembras, mientras que la cara ventral es de color pardo claro en los machos, siendo más oscura en el caso de las hembras. En la cara ventral se distribuyen una serie de puntos postdicales conspicuos. Un alto porcentaje de individuos posee una banda blanca en el ala posterior, sobre la vena M3.

## Subespecies
- Agrodiaetus violetae violetae Gómez-Bustillo, Expósito & Martínez, 1979.

Localidad tipo: Sierra de la Almijara, SE. Málaga province, S. Andalucía, S. Andalucía, extremo sur de la península ibérica.
Las larvas se alimentas de Onobrychis argentea argentea.
Distribución: sierras de la Almijara y de Tejeda (SE. Málaga y SW.Granada); Sierra Nevada (Granada y Almería) y N. Sierra de Gádor (Almería).
- Agrodiaetus violetae subbaeticus Gil-T. & Gil-Uceda, 2005.

Localidad tipo: Sierra de la Sagra (NE. prov. Granada).
Distribución: NE. Andalucía (NE. provincias de Granada y Jaén); S. de las provincias de Albacete y Murcia.
Las larvas se alimentan de Onobrychis argentea hispanica.
Morfológicamente, la ssp. subbaeticus es bien diferenciada de la subespecie nominal, especialmente las hembras en su reverso.
Nota: el taxón subbaeticus fue inicialmente descrita como una subespecie de Agrodiaetus fabressei (Oberthür, 1910), pero estudios moleculares (ADN) han demostrado que pertenece a la especie violetae.

### Combinaciones válidas
Polyommatus (Agrodiaetus) violetae
Agrodiaetus violetae
Nota: Agrodiaetus, un género clásico, es considerado actualmente por algunos autores como un subgénero de Polyommatus. Otros, en cambio, aún lo consideran como un género válido. No obstante, la combinación Agrodiaetus violetae es válida o correcta, tanto en uno u otro caso.

### Sinonimias
Agrodiaetus violetae = Agrodiaetus fabressei violetae

## Hábitat
La vegetación está compuesta por encinares, pinares de Pinus nigra, Pinus halepensis y Pinus pinaster de distribución abierta que se combinan con matorral xerófilo formado por especies como Erinacea antillys, Crataegus sp., Phlomis sp. o Lavandula latifolia.
Su planta nutricia es Onobrychis argentea cuyas subespecies son O. a. argentea y O. a. hispanica, ligadas fundamentalmente a suelos calizos, arcillosos y margosos, aunque puntualmente pueden aparecer sobre esquistos, dolomías y mármoles.

## Biología
Una sola generación anual (univoltina) en la que los adultos vuelan desde principios de julio hasta mediados de agosto. La puesta se realiza sobre el tallo y las hojas de su planta nutricia. La fase hibernante es la larva, la cual perdura desde finales del verano hasta la primavera del año siguiente. La larva es atendida por numerosas especies de hormigas como las del género Camponotus, Crematogaster y Plagiolepis. La pupación se realiza a partir del mes de junio, con un periodo de unos 15 días, a partir del cual saldrá el adulto.

## Conservación
En el "Libro rojo de los Invertebrados de Andalucía", cuando su distribución conocida era muy reducida, e incluso se desconocía que la población existente en el SE. de la península pertenecía a la especie "violetae", se le incluyó en la categoría de "en peligro crítico de extinción". Actualmente se han descubierto nuevas poblaciones y su distribución es más amplia de lo que se creía, por tanto ya no procedería incluirla en la anterior categoría mencionada.